# Tournaisien
Stratigraphie
Famennien Viséen
Dévonien supérieur
Le Tournaisien est un étage du Mississippien dans le Carbonifère (ère Paléozoïque) qui s'étend de 358,9 ± 0,4 à 346,7 ± 0,4 millions d'années. Il doit son nom à la ville de Tournai en Belgique.
Il était anciennement inclus dans le Dinantien.

## Stratigraphie
| Permien                                            | Cisuralien                  | Assélien     | plus récent    |
| Carbonifère                                        | Pennsylvanien cf. Silésien  | Gzhélien     | 303.7 – 298.9  |
| Carbonifère                                        | Pennsylvanien cf. Silésien  | Kasimovien   | 307.0 – 303.7  |
| Carbonifère                                        | Pennsylvanien cf. Silésien  | Moscovien    | 315.2 – 307.0  |
| Carbonifère                                        | Pennsylvanien cf. Silésien  | Bashkirien   | 323.4 – 315.2  |
| Carbonifère                                        | Mississippien cf. Dinantien | Serpukhovien | 330.3 – 323.4  |
| Carbonifère                                        | Mississippien cf. Dinantien | Viséen       | 346.7 – 330.3  |
| Carbonifère                                        | Mississippien cf. Dinantien | Tournaisien  | 358.86 – 346.7 |
| Dévonien                                           | Supérieur                   | Famennien    | plus ancien    |
| Subdivision du Carbonifère selon l'ICS, août 2018. |                             |              |                |

Le point stratotypique mondial (PSM) pour le Tournaisien, définissant la limite Dévonien-Carbonifère, est situé près du sommet de la colline La Serre sur la commune française de Cabrières (Hérault), dans la montagne Noire. Le PSM est dans une tranchée de 80 cm de profondeur, à environ 125 m au sud du sommet, 2,5 km au sud-ouest du village de Cabrières et 2,5 km au nord du village de Fontès.
Le Tournaisien contient huit biozones à conodontes:
- la zone de Gnathodus pseudosemiglaber et de Scaliognathus anchoralis
- la zone de Gnathodus semiglaber et de Polygnathus communis
- la zone de Dollymae bouckaerti
- la zone de Gnathodus typicus et de Siphonodella isosticha
- la zone de Siphonodella quadruplicata et de Patrognathus andersoni (zone supérieure de Patrognathus andersoni)
- la zone basse de Patrognathus andersoni
- la zone de Patrognathus variabilis
- la zone de Patrognathus crassus

## Paléontologie
Le Tournaisien est marqué par une baisse remarquable au niveau mondial du registre fossile des tétrapodes, appelée « lacune de Romer ». Cette lacune, présente sur une période de 15 millions d'années environ, débute à la fin du Dévonien et se termine au Viséen,.